# Galactia latifolia
Galactia latifolia är en ärtväxtart som först beskrevs av John Gilbert Baker, och fick sitt nu gällande namn av Nguyén Van Thuan. Galactia latifolia ingår i släktet Galactia och familjen ärtväxter. Inga underarter finns listade i Catalogue of Life.